# 有神論的サタニズム

2004年にJoy of Satanが考案し、2007年にChurch of the Eldersのメインシンボルとして採用されたルシファーのシジル。『真正奥義書』に収録されたシジルに基づいてデザインされている。

有神論的サタニズム(ゆうしんろんてきサタニズム、英: Theistic Satanism)とは、サタンを人間がコンタクトを取ったり嘆願したりする相手となる超自然的な存在・力だとみなす信仰。こうした信仰を持った組織・結社をおおまかに指すこともある。伝統的サタニズム(でんとうてきさたにずむ、英: traditional Satanism)、霊的サタニズム(れいてきさたにずむ、英: spiritual Satanism)とも呼ばれる。有神論的サタニズムの他の特徴には儀式魔術がある。
アントン・ラヴェイが1960年代に創始したラヴェイ派サタニズムとは異なり、有神論的サタニズムは無神論ではなく有神論を採り、サタン(Hebrew: הַשָׂטָן ha-Satan, 「告発者」)は概念のようなものではなくむしろ実在すると考える。
近世ヨーロッパの魔女狩りで実際にはサタンを崇拝していない人物が処刑されるといった事例があった。そのため、歴史上有神論的サタニズムがどの時期に存在しどの程度普及していたかは不確かであり、有神論的サタニズムの歴史の記述は暫定的なものとならざるを得ない。ほとんどの有神論的サタニズムは比較的新しいモデル・イデオロギーの内に存し、それらの多くはアブラハムの宗教とは全く関係がないと主張している。

## 暫定的な歴史

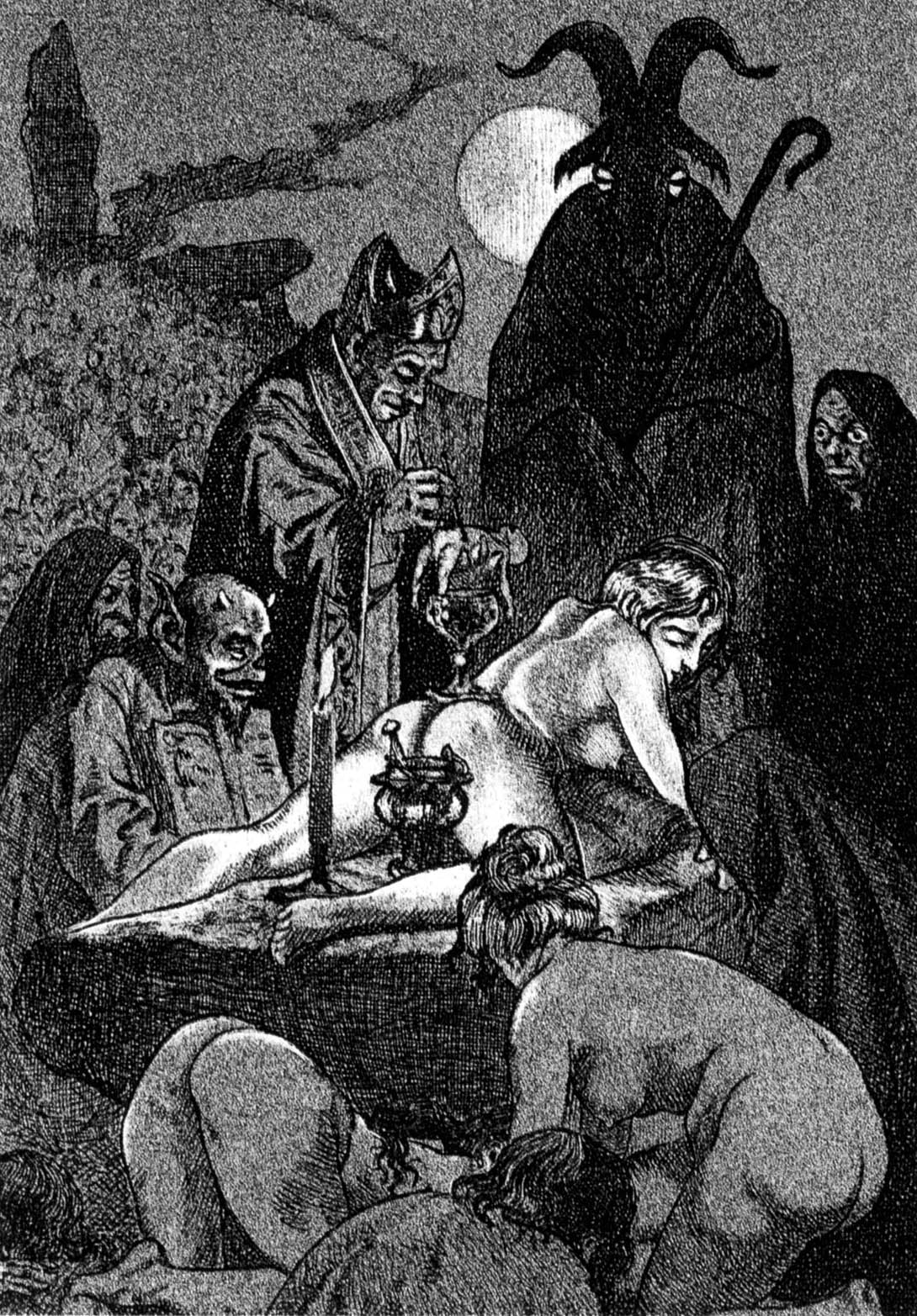
マルティン・ファン・メーレの「魔女のサバト」。ジュール・ミシュレ『魔女』1911年版より。

セイラム魔女裁判など近世ヨーロッパやその他の魔女狩りで告発された人々はしばしばサタン崇拝のかどで告発された。サタン崇拝は魔女のサバトで行われていると主張された。サタン崇拝をしているという嫌疑はテンプル騎士団やマイノリティー宗教を信仰する集団・個人にもかけられてきた。テンプル騎士団の場合、騎士団員の書いた文章中に(テンプル騎士団が戦っている相手の人々の預言者である)「ムハンマド」がフランス語風になまった「バフォメット」という言葉が含まれており、これがテンプル騎士団を告発した人々によって誤って悪魔の名前だとみなされた。
魔女狩りの時代のサタン崇拝をしているという告発がどの程度宗教的迷信や集団ヒステリー、精神障碍者の迫害ではなく実際のサタニストを告発できていたかは不明である。サタン崇拝をしているという自白はたいていの場合拷問によって得られていたこともあり信頼性に欠ける。しかし、カリフォルニア大学名誉教授ジェフリー・バートン・ラッセルが著書『西洋のウィッチクラフト』で、全ての魔女狩りの記録が簡単に払いのけていいものというわけではなく実際にはウィッチクラフトをグノーシス異端と結びつける根拠が存在するという広範な主張を行っている。ラッセルは史料に直接あたったうえでこの結論に達している。ルイ14世時代の毒殺スキャンダルでは多くの者がサタニズム・ウィッチクラフトのかどで告発された。

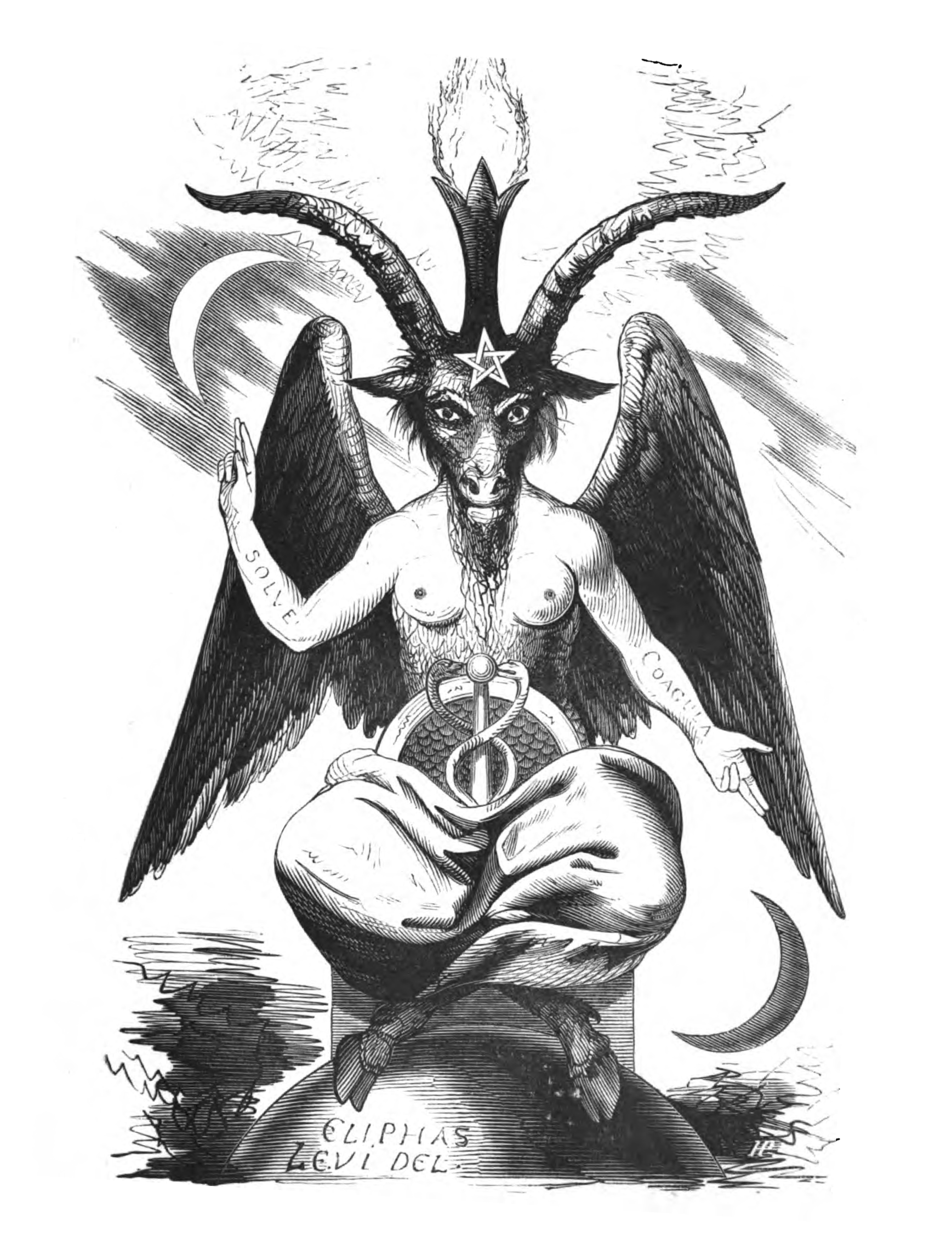
エリファス・レヴィの描いたバフォメット。有神論的サタニストのグループを含むある種の左道の体系の象徴に採用された。

歴史上、「サタニスト」とは主流派の宗教的・倫理的信念とは異なる意見を持つ人物に投げかけられる罵倒語であった。「逆キリスト教」活動という概念は異端審問によって作り上げられたとPaul Tuiteanは考えているが、ジョルジュ・バタイユはミサなどのキリスト教典礼を逆転させたものは魔女狩りを通じて得られたそれらの記述に先だって存在したと考えている。

最初に『真正奥義書』に収録されたルシファーのシジルの全体図。

18世紀にはフランスで様々な「サタニズム的」文学が一般的になり始めた。その中には悪魔との契約の説明書やよく知られたグリモワールがあった。特に有名なのは『真正奥義書』と『大奥義書』である。マルキ・ド・サドが磔刑象やその他の聖なる物品を汚したことについて記録し、また、著書『美徳の不幸』で黒ミサの創作的な説明を行っているが、ロナルド・ヘイマンによれば、サドがこうした冒涜的行為を必要としたのはこの反抗心からより合理的な無神論哲学へ進んでいくためであったという。
19世紀にはエリファス・レヴィがオカルトに関するフランス語での著作を行った。特に1855年にバフォメットの絵画が制作されたが、これは今日でもサタニストによって用いられている。また、サタン教会という無神論的サタニストのグループが最初に採用したバフォメットのシジルはこのバフォメットの絵画が元になっている。Joy of Satanという有神論的サタニストのグループもこのバフォメットの絵画を修正した形で用いている。
1891年にはジョリス＝カルル・ユイスマンスがサタニズム小説『彼方』を発表した。本作品では黒ミサに関する詳細な描写がなされているが、ユイスマンスは当時パリで行われていた黒ミサを直接知っていたのかもしれない し、直接出席して見知ったというよりエティエンヌ・ギブールによって挙行されたミサに基づいて描写したのかもしれない。ユイスマンスによる黒ミサに関する記述は黒ミサで用いられた式文を記録していると称する数少ない文献なので今日に至るまでサタニストの儀式で参考にされている。『彼方』に記述されているタイプのサタニズムでは、カトリック教会の典礼を逆転させることでキリスト教の神を貶めて悪魔を称揚する様々なサタニズムを作りだすために、祈りは悪魔に捧げられ、カトリック教会から盗んできた聖体が用いられ、カトリック教会の祭壇上の物品や典礼と性的行為が結び付けられる。ジョルジュ・バタイユはユイスマンの描く黒ミサが「疑いの余地なく真正のものだ」と主張している。今日の有神論的サタニスト全員が定期的に黒ミサを行っているというわけではないが、それはプロテスタントの国々において現代福音主義キリスト教ではミサが行われず、サタニストに対するこうした無作為の影響がそれらの国々で作用しているせいもある。
存在が証明できる最初期の有神論的サタニストの集団はOphite Cultus Satanasという小さな集団で、1948年にオハイオ州で創設された。これは古代のグノーシス主義のオフィス派やウイッカの有角神に影響を受けていた。創設者・指導者に大きく依存した組織であったため、彼が1975年に死ぬと解散した。
Michael Aquinoが著書『悪魔教会』でサタン教会の黒ミサ「ミサ・ソレムニス」に関するテキストを公開すると 、アントン・ラヴェイは著書『サタンの典礼』にサタン教会の別の黒ミサ「Messe Noire」を収録した。ラヴェイのサタニズムに関する著述は1960年代にはじまったが、長い間サタニズムを喧伝する入手可能な数少ない書籍であった。しかし後にはリチャード・キャヴェンディッシュ (オカルト著作家)『黒魔術』(1967年)やジュール・ミシュレの古典的な作品『魔女』が読めるようになった。アントン・ラヴェイは「悪魔崇拝者」や悪魔に祈るという考えを公然と非難した。
1969年に『サタンの聖書』が公刊されて以降非有神論的なラヴェイのサタニズムが流行したが、西イングランドでOrder of Nine Anglesが起こり1984年に彼らの『The Black Book of Satan』が公刊されるまで有神論的サタニズムは人気を得られなかった。彼らの次に結成されたサタニストのグループは1995年にスウェーデンで結成されたMisanthropic Luciferian Orderである。Misanthropic Luciferian OrderはIlluminates of Thanateros、クリフォトカバラといったOrder of Nine Anglesで用いられていた要素を取り入れた。

## サタニズムと犯罪
1980～1990年代の悪魔的儀式虐待に関するモラル・パニックは伝統的サタニズムが子供たちを儀式に捧げて悪魔崇拝の儀礼の一環として犯罪を行っているという信念を中心としていた。殺人、児童ポルノ、売春に関わっているサタニスト組織の大規模なネットワークが存在するとも主張された; 子供たちがソーシャルワーカーによる執拗な尋問を受けたのちにマクマーティン保育園裁判という象徴的な事件が始まったが、結果として児童性的虐待の主張が間違っていたことが明らかになった。サタニズムや儀式による虐待といった主張の証拠は何も見つからず、膨大な誤った起訴が行われただけに終わった。
ラヴェイ派の人々が集うウェブサイトFirst Church of Satanの創始者John Alleeは「暴力的過激派」のなかには「悪魔崇拝者」や「逆キリスト者」もいるとみなしている。おそらく彼らはある種の精神病を患っているのであろうとAlleeは考えている。1992年から1996年にかけて、ヴァルグ・ヴィーケネスらノルウェーのブラックメタルシーンに属する戦闘的ネオペイガニストがノルウェーのキリスト教に対する報復行為としてオスロ近郊の聖堂・教会堂に対する放火を行ったが、こうした行為はサタニズムによるものと広く受けとられた。
宗教的・儀式的犯罪を行った者の神学思想に着目した犯罪研究も存在する。自分の犯した犯罪がサタニズムに基づくものだと主張する犯罪者は「偽サタニスト」だと社会学者たちによって主張されており、サタニズムを犯罪と結びつけようとするのはデマゴギーだと有神論的サタニストからみなされてきた。1980～1990年代には子供や同意していない成人に対する性的虐待が行われているという告発が多数起こり、サタニック・パニックとして知られるようになった。アメリカ合衆国ではカーン郡の児童虐待事件、マクマーティン保育園裁判、そしてウェスト・メンフィス3事件が広く報道された。ミネソタ州ジョーダンで起こった事件では子供たちが児童ポルノ製造、動物祭儀、食糞、飲尿、子殺しを行ったと主張し、殺人が起こった段階でFBIが通報を受けた。24人の成人が逮捕されて性的虐待・児童ポルノ・その他の罪で告訴され、サタニズムの儀式と関係があると主張された; 捕まった者のうち3人に対して公判が行われ、二人は無罪となり、一人は有罪となった。最高裁判事のScaliaは裁判記録において「性的虐待がジョーダンで起こったのは間違いない; しかし広く知れ渡ったようなことを信じる根拠はない」と指摘しており、捜査官によって用いられた強制的な手法は捜査を損なうものだと繰り返した。

## 有神論的サタニズムの価値観
創世記において人間に知恵の樹の実を食べることを勧めた蛇をサタンと同一視することに基づき、知識の追及がサタンにとって重要だと考える有神論的サタニストもいる。両性具有の知識(グノーシス)の享受者というエリファス・レヴィの描くバフォメットをサタンとみなす者もいる。また、ルシフェリアンのようなある種のサタニストのグループはより高度なグノーシスを得ようとしている。そうしたサタニストの中には前述のOphite Cultus Satanasのようにヤハウェをグノーシス主義のいうデーミウルゴスとみなし、サタンをそれ以上の超越した存在とみなす者もいる。
有神論的サタニストにとって自己の発展は重要である。というのは、サタニズムにおいてサタンとは個人主義と自由思想を慫慂し、魔術や秘儀伝授といった方法によって反抗に対して自己を高める追求だからである。サタンはアブラハムの神が行っているよりも対等な関係を信者と結ぶことを望んでいると彼らは信じている。有神論的サタニストから見ると、アブラハムの宗教(主にキリスト教)は善悪を人間にとって利益となるか害悪となるかで定義せず、神に服従するか反抗するかで定義している。自身が他者にコントロールされたり抑圧されたり群衆に従わされたりする手段を除去しようとし、政府以外の権威を拒否するサタニストもいる。
旧約聖書のサタンが人々を試すように、サタンは人々が個人として発展できるように試練を課すのだと信じる有神論的サタニストもいる。彼らは自身が責任を担うことを尊ぶ。自己発展を強調するにもかかわらず世界や人類に対するサタンの意志が存在すると信じるサタニストもいる。彼らはサタンの意志がもたらされる助けとなることを期待し、祈り、学習、魔術によってそれを得ようとしているものと思われる。聖書において「この世の神」と呼ばれる存在がコリントの信徒への手紙二4:4で言及されているが、キリスト者はこれを一般にサタンと同一視する。そのため、サタンは祈りや魔術の行使に応じてこの世における欲望を満たすのを助けてくれるのだと考えるサタニストもいる。しかし、彼らは自分たちの目標を達成するためには毎日できることをするのも必要である。
有神論的サタニストは自分たちの宗教を全体として否定的に表すような、そしてナチズム、虐待、犯罪といったステレオタイプを修正するようなイメージを広めないようにしていると思われる。しかし、Order of Nine Angles(ONA)のように、サタニズムの良いイメージの流布を強調することを批判するグループも存在する; ONAはラヴェイ派サタニズムを「弱く、混乱したアメリカ的な『偽サタニスト集団、気取り屋』」とみなしており、ONAのメンバーのスティーヴン・ブラウンは「セトの寺院は大衆に良い印象を与えることにだけ熱心だ」と主張している。ONAは自分たちのやり方が「危険であり、もともとそう運命づけられて」おり、「真のサタニストは知るだけで危険な人々である; 彼らと親交を結ぶのにはリスクが伴う」ということを強調している。同様に、the Temple of the Black Light (TotBL)はサタン教会を批判し、セトの寺院は「セト主義と闇の支配者セトを社会に受け入れられる無害なものにしようとしており、これは彼らがユダヤーキリスト教社会に受容・認知される『大きな』宗教になろうとして行っているのである」と述べている。TotBLはキリスト教・ユダヤ教・イスラームを「魂を高め全てのものの反対であり、この汚れた世界で美しく、気高く、高潔な小さきものを殺す点でのみ良い」とみなしている。
サタニストの間には動物を供犠に捧げることに関する議論が存在する。ほとんどのグループはそれを不必要なうえにサタニズムに悪印象を与えるものとみなし、TotBLのようなそうした供犠を実践する数少ないグループとは距離を置こうとしている。

## 有神論的サタニズムの教説の多様性
インターネットによってサタニストの教説の多様性がより意識されるようになり、一方で多様性が増すことにもなった。しかしそれでもサタニズムは常に多元主義的・脱中心的な宗教であり続けてきた。サタニズムの外部の研究者たちは有神論的か無神論的かによってサタニズムを分類して研究し、文字通りのサタンを協同しようという実践を伝統的サタニズムあるいは有神論的サタニズムと呼称した。アブラハムの宗教にみられるような厳密な意味でのサタンであるかもしくはアーリマンやエンキといった他の宗教(大抵はキリスト教以前の宗教)の神々と習合したサタンであるような1～複数の神格を認める神学的・形而上学的経典を受け入れることが、一般に有神論的サタニストとみなされるための条件となっている。Children of the Black Roseという現存しない小規模なグループではサタンがThe Kybalionに記されているような汎神論的な「全者」とみなされていた。多くの有神論的サタニストは一つの解釈を信じ込むよりもむしろ個々の概念はサタンに関する多様な概念全体の諸部分に基づいているのだと考えている。 
神話やステレオタイプに終始することを選ぶ者もいるが、有神論的サタニズムに言及するうえでキリスト教は常に第一の枠組みだというわけではない。有神論的サタニストの宗教はネオペイガニズム、左道、オカルトといった流儀に基づいている場合もある。キリスト教のサタン論に基づいた信仰を持つ有神論サタニストは他のサタニストから「逆キリスト者」(英: reverse Christian)と呼ばれるが、これはしばしば侮蔑的な含意を伴う。一方「逆キリスト者」と呼ばれる人々自身は自分たちのサタン論を純粋で混じりけのないものとみなしていることがある。彼らはより厳密なサタン解釈を信奉する: つまり、キリスト教の聖書に登場するようなサタンである。こういった意識は有神論的サタニストの大多数には共有されていないものの、ウイッカはほとんどのサタニズムを逆キリスト教とみなし、無神論者であるサタン教会の指導者ピーター・ハワード・ギルモアは「悪魔崇拝」をキリスト教の異端、つまり多様なキリスト教の一形式だとみなしている。有神論的サタニズムに分類される信仰の多様性は有神論的サタニズム内部の激しい議論の原因であるが、サタンが個人主義を慫慂していることの反映だとしばしばみなされる。
はっきりと伝統的サタニズムを自認する著名なグループとしてOrder of Nine Anglesがある。このグループは人間を生贄に捧げることを奨励しているために議論の的となり、新聞や書籍で数多く取り上げられた。ONAではサタンは「無為」な永遠の2つの存在の片方であり、もう一方はバフォメットであり、サタンは男でバフォメットは女だと信じられている。
ONAとは大きく異なるイデオロギーを持つ集団にSatanic Redsがおり、彼らのサタニズムには共産主義的要素がみられる。しかし彼らはサタンを人格神だと信じるような有神論的サタニズムではなく、闇の理神論つまりサタンは自然の中に存在するという信念を持っている。初期のサタン教会ではアントン・ラヴェイ自身が提議した理神論あるいは万有内在神論が奉じられていたが、サタン教会の指導者たちは自身が偽サタニズムとみなしていたものと距離を置くために無神論を奉じていると主張した。
他のグループとしては2007年までMisanthropic Luciferian Orderの名で知られていたTemple of the Black Lightがいる。このグループは「Chaosophy」という哲学を信奉している。Chaosophyとは人類は世界(英:World)の中に存在し、世界は宇宙(英:Universe)の中に存在し、そして宇宙はコスモス(英:Cosmos)という領域の中に存在するという思想である。コスモスは3つの空間的次元と1つの時間的次元から成る。コスモスはほとんど変化しない物質的な領域である。一方、コスモスの他にカオスという領域が存在する。カオスはコスモスの外に存在しており、コスモスと違って無数の次元を有し、常に変化している。カオスの領域は11の闇の神によって統治されており、その神々の中で最上位の存在がサタンであって、史上知られている全ての神々はより高位の存在が顕現したものである。この行為の存在はAzerate、龍の母であり、11の闇の神が1つに統合された存在である。そしてAzerateはいつの日にか復活してコスモスを破壊し、カオスを破壊させるのだとTotBLでは信じられている。TotBLはスウェーデンのブラックメタル/デスメタルバンドのディセクションと、特にそのフロントマンのジョン・ノトヴェイトと結びついてきた。ノトヴェイトは「早い段階で」TotBLに参加した。ディセクションのサードアルバム『Reinkaos』の歌詞は専らTotBLの教説を扱ったものであった。そしてノトヴェイトは2006年に自殺した。

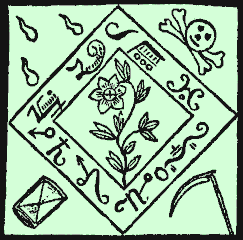
有神論的サタニストは伝統的なグリモワールに登場する悪魔に敬意をもって協同する。

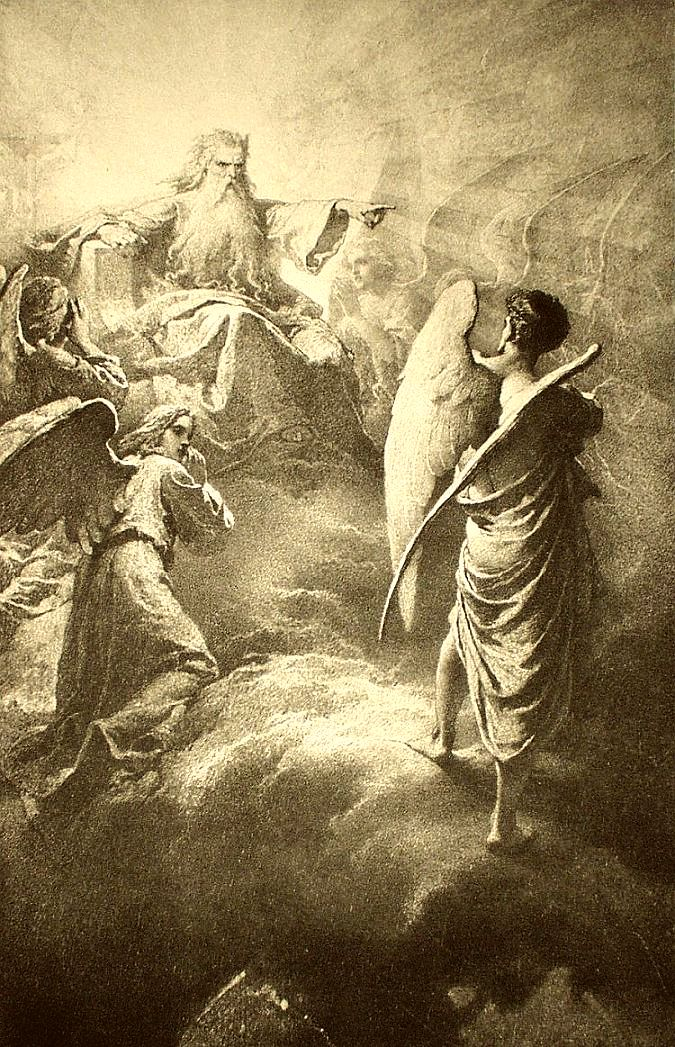
傲慢な姿勢をみせるルシファー(右下)。

かつてのChildren of the Black Roseのような有神論的ルシフェリアンのグループはとりわけルシファーにインスパイアされているが、ルシファーはサタンと同一視されることもされないこともある。 実際には「曙の子」、「ルシファー」その他の名前を単一の霊的存在よりもむしろバビロニア王などの当時の政治的人物を指すのに用いられたと考える神学者もいる(し、聖書の記述は表面上は明らかにティルス王を指している)が、この名前がサタンを指していると信じる者はサタンの堕落にもそれを適用する。Joy of Satanはサタンが天使のような姿で現れると信じている; また、サタンはノルド人の神々のリーダーであると信じている; さらに、サタンは古代のシュメール人の神エンキ/エアであるとも信じている; 加えて、サタンはヤズィーディーの大天使マラク・ターウースでもあると信じている。The Church of the EldersはJoy of Satanの神学を借用してサタンはエンキに基づいていると信じるが、この存在をサタンと呼ぶことは拒否してエンキと呼ぶ。これはセトの寺院がサタンはセトに基づいていると信じるがこれをサタンと呼ぶよりもむしろセトと呼ぶのに酷似している。The Cathedral of the Black Goatはサタンとルシファーは同一の存在であり、それぞれの名前が彼の光の側面と闇の側面を表すと信じている。
セトの寺院によるセト崇敬を有神論的サタニズムと同一視する著述家もいる。しかし、セトの寺院は有神論的サタニストを標榜していない。彼らはエジプトの神セトこそがサタンの名に隠れた真の闇の主であり、サタンとはセトを戯画化したものにすぎないと彼らは信じているのである。彼らは自己発展を中心に据えた実践を行っている。セトの寺院において、「黒い炎」とは個々人の神的な中核であってセトと類縁関係にある霊魂であり、彼らはこの黒い炎を発展させることを目指す。有神論的サタニズムにおいては黒い炎とはサタニストから独立した存在であるサタンから人類に与えられる知識のことであり 、サタンは知識を求めるサタニストにこの黒い炎を分け与えることができる。
サタニストの信仰の多様性やいくらかのサタニストの有神論的性質が1995年の調査で示されている。サタンを探求・崇拝する人にとって危険なものではなく友人のように付き合えるものとみなせると言う者もいる。サタンを「父」と呼ぶ者もいるが、他の有神論的サタニストの中にはそう呼ぶのは混乱を招くとか卑屈すぎるとかと言って批判する者もいる。しかし聖書John 8:44においてサタンは追随者から「父」と呼ばれ、悪人は1 John 3:10で「悪魔の子たち」と呼ばれている。またサタンはジョン・ミルトンの『失楽園』で娘である罪の父親として描かれている。
有神論的サタニズムは単なる一時的な暇つぶしとしての魔術儀式に基づいたオカルトの実践というよりもむしろ宗教的コミットメントを伴っている場合がしばしばある。有神論的サタニズムの実践者は自己を捧げる儀式を行うことを選ぶことがあるが、そうした儀式は有神論的サタニストとなってすぐ行うべきかそれともある程度研鑽をつんでから行うべきかは議論の対象となっている。